# Viariz
Viariz es una freguesia portuguesa del concelho de Baião, con 5,20 km² de superficie y 602 habitantes (2001). Su densidad de población es de 115,8 hab/km².